# Rue de l'Hôtel-de-Ville
Rue de l'Hôtel-de-Ville je ulice v Paříži v historické čtvrti Marais. Nachází se ve 4. obvodu. Název ulice je odvozen o budovy pařížské radnice.

## Poloha
Ulice je orientována od východu na západ. Začíná u křižovatky s Rue du Fauconnier a Rue du Figuier na úrovni paláce Sens a končí na křižovatce s Rue de Brosse.

## Historie
Ulice byla hlavní cestou na předměstí Monceau Saint-Gervais. První písemná zmínka o ní pochází z roku 1212, kdy se nazývala Rue de la Foulerie (Valchařská) kvůli množství valchářů (foulon), kteří se zde usadili. Později během 13. století se nazývala Rue de la Mortellerie (Maltářská), neboť se zde usadilo množství zedníků, především výrobců malty (mortelier). Historik Henri Sauval (1623–1676) se domníval, že ulice byla pojmenována po jednom z předchůdců Richarda le Morlelier, pařížského měšťana, který zde žil v roce 1348. Ulice je citována v Le Dit des rues de Paris pod názvem Rue la Mortelerie. Další názvy se vyskytují jako Rue de la Mortelleria, Rue de la Morterelia (1264) nebo Rue de la Mortelière. Ministerským rozhodnutím z 31. července 1798 byla šířka ulice stanovena na 7 metrů. Tato šířka byla na základě královského výnosu z 29. května 1830 zvýšena na 10 metrů. V roce 1832 byla populace v ulici zasažena epidemií cholery. Ze 4688 obyvatel jich zemřelo 304. Na základě ministerského rozhodnutí ze 16. února 1835 byla ulice přejmenována na Rue de l'Hôtel-de-Ville. V roce 1837 kvůli rozšíření pařížské radnice a otevření Rue de Lobau bylo zbořeno 21 domů v ulici a kaple Haudriettes. Dekretem z 29. září 1854 byl zrušen úsek mezi Rue de Brosse a Rue de Lobau kvůli výstavbě kasáren Lobau a Rue de Lobau. Jižní část ulice byla z větší části asanována po první světové válce.

## Zajímavé objekty
- dům č. 56: jeho sklepení je od roku 1925 na seznamu historických památek
- dům č. 62: restaurace Chez Julien, původně zájezdní hostinec Au pigeon blanc; na rohu s Rue du Pont-Louis-Philippe bývalá pekárna se zachovalým exteriérem a malovaným stropem v interiéru, od roku 1928 chráněno jako historická památka
- dům č. 80: z 18. století s frontonem a slunečními hodinami pocházejícími z domu č. 4 na Rue du Marché-des-Blancs-Manteaux. Od roku 1956 chráněn jako historická památka.
- dům č. 103: úzký bezejmenný průchod vedoucí na Quai de l'Hôtel-de-Ville